# Ponto Novo
Ponto Novo es un municipio brasileño del estado de la Bahia. Su población estimada en 2004 era de 17.195 habitantes.